# Beija-flor-dourado
Colibri-dourado ou beija-flor-dourado (Hylocharis chrysura) é uma espécie de ave da família Trochilidae (beija-flores).
Pode ser encontrada nos seguintes países: Argentina, Bolívia, Brasil, Paraguai e Uruguai.
Os seus habitats naturais são: florestas subtropicais ou tropicais húmidas de baixa altitude e savanas áridas.